# Аничковы
Ани́чковы (Оничковы) —  древний русский дворянский род татарского происхождения.
При подаче документов для внесения рода в Бархатную книгу было подано два прошения: Иваном Александровичем (19 марта 1686) и Александром Никифоровичем (20 сентября 1687), а также челобитная Степана Александровича о присылке в Разрядный приказ выписки из летописца, хранящегося в Троице-Сергиевом монастыре, о происхождении Аничковых, что и было сделано властями монастыря (31 мая 1688). В одной родословной росписи, поданной Аничковыми, показаны однородцы Блохины и Уфимцевы.
В течение последних трёх столетий род тесно связан с городом Санкт-Петербургом, дав своё имя нескольким объектам городской инфраструктуры.

## Происхождение и история рода
Род известен c XVI века. По позднейшей родословной сказке (т.е. поколенной росписи), потомок татарского хана Берка (Беркай), царевич Большой Орды, поступил на службу к Ивану Калите (1301). После крещения Берка принял имя Оникий, женился на дочери знатного человека Викулы Воронцова и его потомки стали зваться Ани́чковыми. Крещение произведено святым митрополитом Петром. Митрополит при этом благословил его золотою панагиею, с дорогими каменьями и с 7-ю частями мощей и серебряным ковшом с надписью: "Азъ смиренный митрополит Пётр Киевский и всея России благословил естьми сыны своего Берку царевича во святом крещении Аникия". Великая княгиня была восприемницей Берки и подарила ему в числе других подарков драгоценный золотой крест, а великий князь пожаловал ему гостинную пошлину. Подарки, как реликвии,  находились в роде Аничковых.
Помещиками Деревской пятины были: Григорий, Василий, Андрей, Глеб, Иван Ивановичи Аничковы (1495). Михаил и Полиевкт Григорьевичи убиты под Оршей (1514). Фёдор Денисьевич воевода войск в походе великого князя Василия III на Казань (1530). Сын боярский Иван Григорьевич поручитель по боярам (1563), осадный голова в Салехе (1578-1579), Холме  (1682-1584). Новгородские сыны боярские: Богдан и Семён Ивановичи Аничковы пожалованы поместьями (02.10.1552). В битве при Молодях погиб из Серпейска  Алексей Дмитриевич (июль 1572).
В царской грамоте упомянут († 1603) Злоба Оничков, земли которого полученные от деда его (1597) перешли Ивану Михайловичу Оничкову.
Стряпчий с ключом И. М. Аничков местничал со своими родственниками — семейством уфимских Аничковых (1643). В челобитной он писал, что "потерьки" от дальних родственников, сосланных в Уфу еще при Иване Грозном и там «в дальнейшем крайне закостеневшие, служат по Уфе в крайней бедности  и подчиняются воеводам, которые хуже их отечеством». Просьба была услышана и в Разряд записали: «Уфимцов Оничковых потерьку в места ставить не велено».
В XVI—XVII вв. среди Аничковых было немало стольников, думных дворян, часть которых становилась воеводами крупных городов (Курск, Ярославль, Уфа, Чебоксары и др.). Так, в XVII в. воевода О. Г. Аничков основал г. Кузнецк (ныне Новокузнецк), а Ф. М. Аничков служил послом России в Швеции.

## Описание гербов
В Гербовнике Анисима Титовича Князева 1785 года имеются два изображения печати с гербом представителей рода Аничковы:
1. Герб надворного советника, попечителя Императорского воспитательного дома в 1786 году Степана Силича Аничкова: в щите, имеющим круглую форму и золотую кайму по кругу, в серебряном поле, скачущий в право по зеленой траве из леса, белый олень с рыжими (золотыми) рогами. Щит увенчан дворянским шлемом с намётом. Дворянскую корону над шлемом (с промежутком) держат восстающие лев и единорог, опирающиеся задними ногами на намёт.
2. Герб их однородца: в овальном щите, имеющим синее поле, скачущий по зеленой траве в право серебряный олень. Щит увенчан дворянской короной (без дворянского шлема). Щитодержатели: слева - лев, справа - единорог. Намёт отсутствует[7].

## Известные представители
- Аничков, Сергей Иванович (1730-е — 1802) —  уфимский дворянин, депутат Уложенной комиссии (1767—1769).

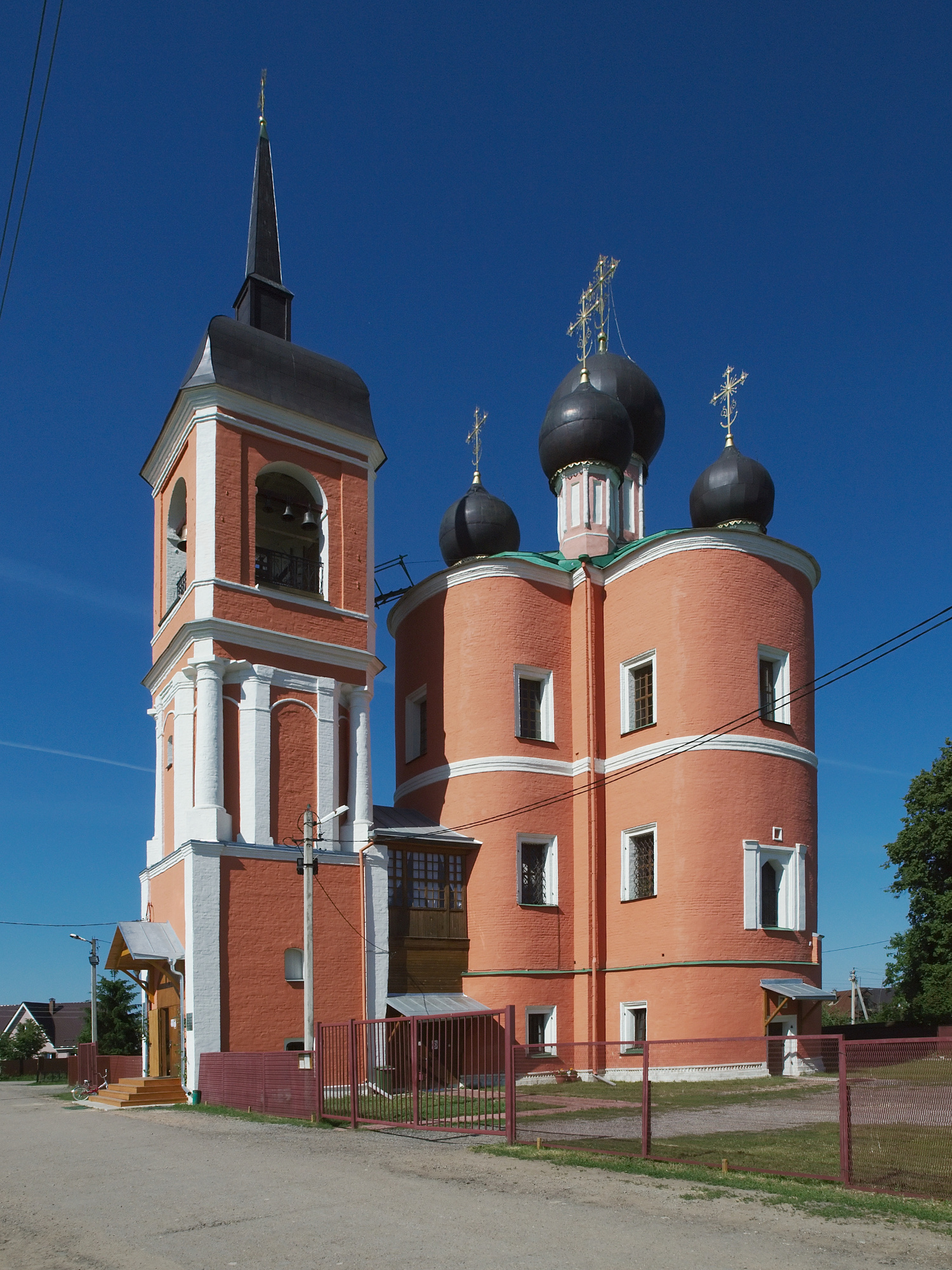
Церковь в подмосковном имении Аничковых (построена в 1733 г.

- Аничков, Дмитрий Сергеевич (1733—1788) — математик, философ.
- Александр Николаевич (1774—?) — смоленский губернский предводитель дворянства, действительный статский советник.
- Аничков, Адриан Фадеевич (1759—1831) — вице-губернатор Тамбовской губернии.
  - Аничков, Николай Адрианович (1809—1892) — дипломат, тайный советник.
  - Аничков, Милий Адрианович (1812—?) — майор.
    - Аничков, Адриан Милиевич (1836—1892/1893) — действительный статский советник.
    - Аничков, Николай Милиевич (1844—1916) — действительный тайный советник, сенатор, член Государственного Совета, товарищ министра народного просвещения.
      - Аничков, Николай Николаевич (1885—1964) — патолог, академик АН и АМН СССР, генерал-лейтенант медицинской службы.
        - Аничков, Милий Николаевич (1920—1991) — военный хирург, профессор.
          - Аничков, Николай Мильевич (род. 1941) — патоморфолог, член-корреспондент РАН.

    - Милий Милиевич Аничков (1848—1918) — генерал-лейтенант, заведующий Царскосельскими дворцами (1882—1883), заведующий Императорским Гатчинским дворцом и комендант г. Гатчина (1884—1891), заведующий хозяйством гофмаршальской части (1891 — после 10.07.1916).
- Аничков, Пётр Никитич (ок. 1732 — ок. 1789) — офицер Русского императорского флота, капитан бригадирского ранга в отставке.
- Аничков, Виктор Михайлович (1830—1877) — военный публицист, генерал-майор.
  - Аничков, Михаил Викторович (1855—?) — инженер путей сообщения, экономист.
  - Аничков, Виктор Викторович (1859—1918)
    - Сергей Викторович Аничков (1892—1981) — фармаколог, академик АМН СССР, Герой Социалистического Труда.
    - Всеволод Викторович Аничков (ум. 1927) — физик, заведующий Отделом волнового управления (ОВУ) Остехбюро (Особое техническое бюро по военным изобретениям специального назначения)[8].
- Аничков, Василий Иванович (1838—1881) — подполковник, член Кавказского, затем Виленского военно-окржуного суда.
  - Аничков, Иван Васильевич (1863—1921) — археолог, этнограф, краевед.
  - Аничков, Евгений Васильевич (1866—1937) — филолог, историк литературы, фольклорист, писатель.
    - Аничков, Игорь Евгеньевич (1897—1978) — лингвист.

В начале XXI века в Петербурге проживало около 40 представителей рода Аничковых. В их числе: член-корреспондент РАН Николай Мильевич Аничков; заместитель директора Института мозга человека РАН, лауреат Государственной премии РФ, доктор медицинских наук Андрей Дмитриевич Аничков; петербургская художница, организатор и вице-президент РОО «Общество Старый Петербург» Надежда Юрьевна Аничкова.

## Эпонимы
См. также статьи Аничков дворец, Аничков лицей, Аничков мост
В Петербурге через Фонтанку возвели мост (1715), в строительстве которого участвовал батальон моряков под командованием майора Михаила Степановича Аничкова. Батальон размещался на берегу Фонтанки в старой финской деревне, прозванной с тех пор «Аничковой слободой». Позднее возникли 3 других названия: Аничков мост, Аничковские ворота на Невском проспекте, стоявшие недолго, и Аничков дворец. Впоследствии Аничков достиг чина полковника и владел участком, где сейчас находится Александринский театр. Оттуда к Садовой ул. проходил Аничков переулок (ныне пер. Крылова).